# Chippenham Town FC
Chippenham Town FC is een voetbalclub uit Engeland, die in 1873 is opgericht en afkomstig is uit Chippenham (Wiltshire). De club speelt sinds 2017 in de National League South.

## Erelijst
- Southern League (Premier Division) : 2016-2017
- Western Football League (Premier Division) : 1951-1952
- Division One : 1980-1981
- League Cup (Western League) : 1999-2000, 2000-2001
- Wiltshire League : 1907-1908, 1908-1909, 1928-1929
- Wiltshire Premier Shield : 1965-1966, 1986-1987, 1988-1989, 2001-2002, 2003-2004, 2004-2005, 2010-2011, 2017-2018

Aveley ·
Bath City ·
Boreham Wood ·
Chelmsford City ·
Chesham United ·
Chippenham Town ·
Dorking Wanderers ·
Eastbourne Borough ·
Enfield Town ·
Farnborough ·
Hampton & Richmond Borough ·
Hemel Hempstead Town ·
Hornchurch ·
Maidstone United ·
Salisbury ·
Slough Town ·
St. Albans City ·
Tonbridge Angels ·
Torquay United ·
Truro City ·
Welling United ·
Weston-super-Mare ·
Weymouth ·
Worthing ·